# Oliver Primavesi
Oliver Primavesi, né le 17 février 1961 à Offenbach-sur-le-Main, est un philologue classique allemand.

## Biographie
Après trois ans d'études musicales à la  Hochschule für Musik und Darstellende Kunst Frankfurt am Main (de) (1979–1981), Primavesi étudie la philologie classique de 1982 à 1988 à l’Université de Heideberg puis à celle d’Oxford. Il passe avec succès son « Staatsexamen (de) » en Grec et Latin en 1988 à Heideberg,.
Après son stage, il obtient un poste d’assistant de recherche à l'Université de Francfort-sur-le-Main en 1990 et y décroche son doctorat en 1994 avec une thèse intitulée « Die Aristotelische Topik: ein Interpretationsmodell und seine Erprobung am Beispiel von Topik B ». Il est ensuite promu assistant, et après son Habilitation (1997) devient maître de conférences universitaires en 1998. En 2000, il accepte la chaire de philologie grecque à l'Université Louis-et-Maximilien de Munich.
Pour ses recherches sur Empédocle, Primavesi a reçu le Prix Reinach de l'Association pour l'encouragement des études grecques en France en 1999, le Prix Joseph Gantrelle de l'Académie Royale de Belgique en 2000 et le Prix Leibniz de la Fondation allemande pour la recherche en 2007. Depuis 2008, il est membre correspondant de l'Académie des sciences de Heidelberg et membre à part entière de l'Académie allemande des sciences Leopoldina. En 2010, il a reçu la Croix fédérale du Mérite. En 2025, Sorbonne Université lui décerne un titre de Docteur Honoris Causa.

## Travaux
Oliver Primavesi est spécialiste de la philosophie antique, et son travail porte sur l'interprétation des textes grecs originaux d’Aristote et d’Empédocle,. Il a en particulier analysé des fragments inédits de papyrus d’Empédocle, découverts à la Bibliothèque Nationale et Universitaire de Strasbourg en 1992, puis en 2022 dans les archives de l’Institut Français d’Archéologie Orientale du Caire (IFAO).